# Gisela Bleibtreu-Ehrenberg
Gisela Ingeborg Bleibtreu-Ehrenberg (* 2. August 1929 in Bonn; † 12. Februar 2025) war eine deutsche Soziologin mit Arbeits- und Forschungsschwerpunkten in Psychologie, Ethnologie, vergleichender indogermanischer Sprachwissenschaft, vergleichender Religionswissenschaft und Philosophie sowie der Anthropologie.

## Leben
Bleibtreu-Ehrenberg war Fernschreiberin/Telephonistin, studierte danach ab Mitte der 1960er Jahre Soziologie, Psychologie, Ethnologie, vergleichende indogermanische Sprachwissenschaften, vergleichende Religionswissenschaft und Philosophie in Bonn, erwarb 1969 den Magister Artium dort über Homosexualität und Transvestition im Schamanismus; 1970 erfolgte die Dissertation ebendort zum Dr. phil. über Sexuelle Abartigkeit im Urteil der abendländischen Religions-, Geistes- und Rechtsgeschichte im Zusammenhang mit der Gesellschaftsentwicklung.
Nach dem Studium war sie wissenschaftliche Assistentin am Institut für Soziologie der Universität Bonn, später Publizistin, freie Journalistin und in der Begabtenförderung tätig sowie Mitglied und Mitarbeiterin in verschiedenen politischen Organisationen und Forschungsgruppen, etwa als Vorstandsmitglied der Deutschen Gesellschaft zur Förderung Sozialwissenschaftlicher Sexualforschung sowie der 1988 ins Leben gerufenen Enquetekommission AIDS des Deutschen Bundestages zur Erforschung der gesellschaftlichen, juristischen und gesundheitspolitischen Auswirkungen und Herausforderungen der Krankheit.

## Leistungen
Der Schwerpunkt ihrer zumeist poststrukturellen Arbeiten zur soziopsychologischen Vorurteilsforschung in der identitäts- wie ideologiekritischen Tradition der Kritischen Theorie der Frankfurter Schule lag auf der soziokulturellen, soziohistorischen wie soziopsychologischen Erforschung der Entstehung sowie verschiedener Erscheinungsformen der abendländischen Leibfeindlichkeit, abweichender Sexualformen, Homophobie, Misogynie, Geschlechterrollen sowie des Patriarchats, wozu sie auch auf das Werk anderer Wissenschaftler und Gelehrter wie etwa Mircea Eliade, Marija Gimbutas oder Michel Foucault zurückgriff. Bleibtreu-Ehrenberg gehörte nicht zur politisch-emanzipatorischen Frauenbewegung, obwohl sie zu den Themen Frauenfeindlichkeit und Patriarchat publiziert hat.

## Beschreibung einiger Werke

### Tabu Homosexualität – Die Geschichte eines Vorurteils (1978)
Nach Bleibtreu-Ehrenberg gehen die Ursachen der sich durch die Geschichte ziehenden Homophobie, die neben der Frauenfeindlichkeit Grundlage des Patriarchats gewesen sei, Jahrtausende zurück und beruhen auf den drei grundlegenden Bevölkerungsüberschichtungen des Abendlandes seit der letzten Eiszeit, das heißt im Einzelnen der aufeinanderfolgenden Subarktischen Schamanenkultur, der Maternalen Megalithkultur sowie der Indogermanisierung Europas. Der unmittelbare Auslöser sei der auf einer traumatischen ethnozentrischen Schockreaktion beruhende Konflikt der von Osten einfallenden indogermanischen Stämme mit der Maternalen Megalithkultur im Allgemeinen und dem in ihr als Priestertum fortgeführten travestitischen Schamanentum im Besonderen gewesen. Von zentraler Bedeutung bis in die Neuzeit hinein sei dabei die daraus entstandene mythologische Vorstellung vom Neiding als nichtmenschlichem Unhold gewesen.

### Der pädophile Impuls – Wie lernt ein junger Mensch Sexualität? (1985/88)
Bleibtreu-Ehrenberg entwickelt in ihrem Buch die Ansicht, dass es einen als Pädophilie benennbaren Impuls unverändert im Tierreich, bei Naturvölkern, in der griechischen Antike sowie in den modernen westlichen Industriestaaten gebe. Dieser Impuls sei genetisch verankert, in seiner Anlage grundsätzlich friedlich. Er sei zur psychosexuellen und biologischen Kindesentwicklung komplementär sowie aus soziobiologischen und, bei Menschen und Menschenaffen, anthropologischen Ursachen heraus bei Mensch und Tier gleichermaßen notwendig, obwohl er (aufgrund konstitutioneller Veranlagung zur Polygamie speziell bei Pädophilen) stets nur eine Minderheit der ausgewachsenen Individuen betreffe.

### Vorwort zu der soziopsychologischen StudiePädosexuelle Erlebnissevon Theo Sandfort (1986)
Ihr Vorwort zu der von der Universität Utrecht und der niederländischen Regierung geförderten wissenschaftlichen Langzeitstudie Pädosexuelle Erlebnisse des Soziologen und Psychologen Theo Sandfort zur Erforschung bestehender pädophiler Beziehungen setzt sich mit der vorhandenen, sämtlich aus den USA stammenden Kritik an Sandforts Studie auseinander. Gegen eine Kritik von Mrazek (1985), dass die Studie „politisch“ unterstützt worden sei, verteidigt sie das Recht „sozialer Minderheiten“, sich politisch zu äußern, um „Aufklärung der Öffentlichkeit“ zu erreichen. Der von Mrazek angeführte Vergleich von „einvernehmlichen Doktorspielen“ (Bleibtreu-Ehrenberg) mit „Alkohol, Marihuana, Kokain und Heroin“ sei inakzeptabel; sie wirft Mrazek Homophobie vor.
Die Kritik von Masters und Johnson sowie Kolodny (1985) an Sandforts Methodik weist Bleibtreu-Ehrenberg zurück. Sie wirft den drei Kritikern vor, das von Sandfort untersuchte Forschungsgebiet als von Grund auf schlecht, bösartig und schädlich wahrzunehmen.

### Angst und Vorurteil – AIDS-Ängste als Gegenstand der Vorurteilsforschung(1989)
1988 wurde Bleibtreu-Ehrenberg aufgrund ihrer bisherigen Arbeiten vom Deutschen Bundestag zum Vorstand der Enquetekommission AIDS zur Erforschung der gesellschaftlichen, juristischen und gesundheitspolitischen Auswirkungen und Herausforderungen der Krankheit ernannt. Ihr Buch Angst und Vorurteil beruht auf der Arbeit dieser Kommission sowie ihres eigenen Abschlussberichts an die Regierung Kohl.
In Angst und Vorurteil ergänzt Bleibtreu-Ehrenberg grundsätzlich ihre in Tabu Homosexualität dargelegte Forschung, wie ansatzweise schon in Der pädophile Impuls, zur abendländischen Leibfeindlichkeit durch die numinose, religiöse und später ideologisch-pseudowissenschaftliche Verknüpfung von Leibfeindlichkeit und damit einhergehendem Konformitätsdruck auf die gesamte Persönlichkeit mit ursprünglich von Gottheiten als Strafe gesandten Seuchen und Naturkatastrophen. Hier ziehe sich eine gerade Linie vom Aussatz als Strafe für sündhaftes und lasterhaftes Leben im Allgemeinen, im Besonderen aber Lüsternheit und Unzucht im Alten Testament zunächst bis zur Pest im Mittelalter. Als sich die Wissenschaft anzuschicken begann, sich langsam von der Religion zu lösen, kam aus der Neuen Welt die Syphilis, um die überkommenen numinosen, die Sexualität an sich übersteigenden Vorurteile durch Verknüpfung mit der unser westlichen indogermanischen Kultur zentralen Leibfeindlichkeit zu bestätigen, und nur wenige Jahrzehnte nach der Einführung des Penicillins kam Aids auf.

### Vom Schmetterling zur Doppelaxt – Die Umwertung von Weiblichkeit in unserer Kultur(1990)
Hier bietet Bleibtreu-Ehrenberg eine vertiefende Darstellung ihrer soziopsychologischen kultur- und ideengeschichtlichen Forschung mittels vergleichender Religions- und Sprachwissenschaft sowie textkritischer Untersuchungen zum leibfeindlich-kriegerischen Patriarchat speziell unter dem Gesichtspunkt der Misogynie.
Hervorzuheben an dieser Arbeit ist vor allem die Weiterentwicklung ihres in Der pädophile Impuls entwickelten Konzepts von Sexualität und Aggression als entgegengesetzten Polen sowie von Sexualität als grundlegendem sozialen Bindemittel im Sinne eines Gemeinschaftssinns vergleichbar mit Sigmund Freuds umfassenden Lebenstrieb Eros zu einer evolutionären Kooperationstheorie des durch die Evolution begünstigten grundsätzlich friedlichen Zusammenlebens von Individuen derselben Spezies.
Zum anderen verweist sie hier zur weiteren Erhärtung der von ihr erstmals in Tabu Homosexualität verwendeten Kurganhypothese zur Indogermanisierung des Abendlandes auf die umfangreiche, ebenfalls interdisziplinäre Forschung Reinhard Schmoeckels.

## Auszeichnungen
- Osnabrücker schwul-lesbische Kulturtage Gay in May: Rosa Courage.[5]

## Schriften (Auswahl)
- 1970: Homosexualität und Transvestition im Schamanismus. In: Anthropos, 65. Ausgabe.
- 1972: Deutschlands Hoffnung. Deutscher Taschenbuch-Verlag, München/Stuttgart, ISBN 3-8205-5178-6 (5. Auflage 1989, Bertelsmann Verlag).
- 1977: Antihomosexuelle Strafgesetze. In: Rüdiger Lautmann: Seminar: Gesellschaft und Homosexualität. Suhrkamp, Frankfurt/Main (2. Auflage 1980, 3. Auflage 1984).
- 1978: Pädophilie und Gewalt in naturvölkischen Gesellschaften und außereuropäischen Hochkulturen. In: Karin Albrecht-Desirat (Hrsg.): Sexualität und Gewalt. päd. Extra Buchverlag, Bernsheim, ISBN 3-921450-70-5.
- Tabu Homosexualität – Die Geschichte eines Vorurteils. S. Fischer Verlag, Frankfurt/Main, ISBN 3-10-007302-9 (2. Auflage 1981 unter dem Titel Homosexualität – Die Geschichte eines Vorurteils).
- 1980: Mannbarkeitsriten: Zur institutionellen Päderastie bei Papuas und Melanesiern. Ullstein Materialien, Frankfurt/Main, ISBN 3-54-835066-6 (2. Auflage 1985, Ullstein).
- 1983 Der Schamane als Meister der Imagination oder Die hohe Kunst des Fliegenkönnens. In: Hans Peter Duerr (Hrsg.): Alcheringa, oder Die beginnende Zeit – Studien zu Mythologie, Schamanismus und Religion. Qumran, Frankfurt/Main, ISBN 3-88655-185-7 (2. Auflage 1989, Athenäum).
- 1984: Der Weibmann – Kultischer Geschlechtswechsel im Schamanismus. Eine Studie zur Transvestition und Transsexualität bei Naturvölkern (erweiterte Fassung der Magisterdissertation von 1969 zu Schamanismus und Transvestitation). Fischer Taschenbuch Verlag, Frankfurt am Main, ISBN 3-596-27348-X.
- 1984: An der Realität vorbei – Jugendschutz und Vorurteil. Beltz Verlag, Weinheim (Reihe Der Monat, 293. Ausgabe).
- 1985: Der pädophile Impuls – Wie lernt ein junger Mensch Sexualität? In: Melvin Lasky, Helga Hegewisch (Hrsg.): Liebe, Sexualität und soziale Mythen (Reihe Der Monat, 295. Ausgabe). Beltz Verlag, Weinheim, ISBN 3-407-39151-X.
- 1986: Transsexualität: Ethnosoziologische und ethnomethodologische Perspektiven eines Problems der Selbstidentifikation. In: Rolf Gindorf, Erwin J. Haeberle (Hrsg.): Sexualität als sozialer Tatbestand (Schriftenreihe Sozialwissenschaftliche Sexualforschung 1). Deutsche Gesellschaft für Sozialwissenschaftliche Sexualforschung, Walter de Gruyter, Berlin, ISBN 3-11-010147-5.
- 1986: Fragen Viren nach Moral? Unsere Schwierigkeiten mit den Geschlechtskrankheiten. In: Siegfried R. Dunde: AIDS – Was eine Krankheit verändert, Frankfurt/Main.
- 1987: New research into the Greek institution of pederasty. In: One-off Publication of the International Scientific Conference on Gay and Lesbian Studies “Homosexuality: Which Homosexuality?” Amsterdam.
- 1987: Die Schamanismuskonzeption bei Georges Devereux. In: Hans Peter Duerr (Hrsg.): Die Wilde Seele – Zur Ethnopsychoanalyse von Georges Devereux. Suhrkamp Verlag, Frankfurt/Main, ISBN 3-518-11235-X.
- 1987: Vom Aufstieg der Befangenheit – Zur Sexualhistorie des Abendlandes. In: Siegfried R. Dunde (Hrsg.): Wenn ich nicht lieben darf, dürfen’s andere auch nicht – Vom Umgang der Männer mit sich und anderen, Reinbek.
- 1987: Was ist „notwendig“ an den Geschlechtsunterschieden? In: Siegfried R. Dunde: Geschlechterneid, Geschlechterfreundschaft – Distanz und wiedergefundene Nähe. Fischer Taschenbuch-Verlag, Frankfurt/Main, ISBN 3-596-23862-5.
- 1988: The Paedophile Impulse: Toward the Development of an Aetiology of Child-Adult Sexual Contacts from an Ethological and Ethnological Viewpoint (erweiterte und aktualisierte Fassung der Arbeit über Pädophilie von 1985, Übersetzung Hubert Kennedy). In: Paidika – Journal of Paedophilia, 3. Ausgabe (Nachdruck 1997 in: Joseph Geraci, Angelia R. Wilson (Hrsg.): Dares to speak: Historical and Contemporary Perspectives on Boy-Love. Gay Men’s Press, London, ISBN 0-85449-2410).
- 1988: Das Sündenbock-Syndrom – Die Krankheit AIDS als Herausforderung an Gesellschaft und Kirche. In: Jürgen Micks, Raul Niemann: Positiv oder negativ? – AIDS als Schicksal und Chance, Gütersloh.
- 1990: Vom Schmetterling zur Doppelaxt – Die Umwertung von Weiblichkeit in unserer Kultur. Fischer Taschenbuch Verlag, Frankfurt/Main, ISBN 3-59-610116-6.
- 1990: Pederasty among primitives: Institutionalized initiation and cultic prostitution. In: Journal of Homosexuality, 20. Ausgabe. Nachdruck in: Theo Sandfort, Edward Brongersma, Alex van Naerssen (Hrsg.): Male intergenerational intimacy – Historical, socio-psychological, and legal perspectives. Harrington Park Press, New York / London, ISBN 0-918393-78-7.
- 1991: Der Leib als Widersacher der Seele – Ursprünge dualistischer Seinskonzepte im Abendland. In: Christoph Wulf, Michael Sonntag: Die Seele – Ihre Geschichte im Abendland. Psychologie Verlags Union, München (2. Auflage 2000, Parkland Verlag; 3. Auflage 2005, Vandenhoeck & Ruprecht).
- 1991: Eheschließung gleichgeschlechtlicher Partner und Vorurteil. In: Klaus Laabs (Hrsg.): Lesben, Schwule, Standesamt – Die Debatte um die Homoehe. Ch. Links Verlag, Berlin, ISBN 3-86153-020-1.
- 1993: Das Vorurteil gegenüber der Homosexualität im Abendland. In: Barbara Kittelberger u. a. (Hrsg.): Was auf dem Spiel steht – Diskussionsbeiträge zu Homosexualität und Kirche. Claudius-Verlag, München, ISBN 3-532-62154-1.
- 1993: Ferdinand Karsch-Haack. In: Rüdiger Lautmann (Hrsg.): Homosexualität – Handbuch der Theorie- und Forschungsgeschichte. Campus, Frankfurt/Main.
- 1994: Férfi gyermekágy, noapák, machoismo – Apaszerepek a különbözo kultúrákban („Männliche Gebärfähigkeit, Weibväter, männliche Geschlechterrollen – Vaterschaft im Kulturvergleich“, verm. ungarische Übersetzung der Arbeit über Vaterschaft von 1995, Übersetzung Veronika Süvegh). In: Orpheus – Irodalmi Folyóirat („Orpheus – Zeitschrift für Literatur“), Nr. 4, S. 21–34.
- 1995: Homosexualität bei Naturvölkern. In: Ernst Otto Arntz, Peter-Paul König (Hrsg.): Kirche und die Frage der Homosexualität. Verlagsgesellschaft Benno-Bernward-Morus mbH, Hildesheim, ISBN 3-89543-091-9 (Sammlung einer Reihe von auf der Tagung Kirche und die Frage der Homosexualität 1994 in der Akademie der Diözese Hildesheim gehaltenen Vorträgen).
- 1995 Vaterschaft im Kulturvergleich. In: H. Michelsen (Hrsg.): Über Vater – Skizzen einer wichtigen Beziehung. Matthias-Grünewald-Verlag, Mainz.
- 1997: Neuere Forschungen zur institutionalisierten griechischen Päderastie. In: Frits Bernard (Hrsg.): Pädophilie ohne Grenzen – Theorie, Forschung, Praxis. Foerster Verlag, Frankfurt/Main, ISBN 3-9222-57836 (Erstveröffentlichung des deutschen Originals der 1987 auf Englisch veröffentlichten ethnologischen Arbeit zur Päderastie).
- 1997: Päderastie bei Naturvölkern. In: Frits Bernard (Hrsg.): Pädophilie ohne Grenzen – Theorie, Forschung, Praxis. Foerster Verlag, Frankfurt/Main, ISBN 3-9222-5783-6.
- 1997: Charlotte Wolff (1897–1986). In: Hans Erler (Hrsg.): „Meinetwegen ist die Welt erschaffen“ – Das intellektuelle Vermächtnis des deutschsprachigen Judentums. Campus-Verlag, Frankfurt/Main, ISBN 3-593-35842-5.
- 2003: Beiträge in: Arne Hoffmann: Das Lexikon der Tabubrüche – Gewagtheiten, Skandale, Provokationen. Schwarzkopf & Schwarzkopf-Verlag, Berlin.